# Carlos Touché Porter
Carlos Touché Porter (n. 6 de enero de 1950 - ) es un Obispo Anglicano mexicano, originario de Frontera Tabasco. Fue Obispo Primado de México de la Iglesia Anglicana de México de diciembre primero de 2002 al 2014. Estudió Licenciatura en Administración de Empresas en la UNAM y Licenciatura en Teología en el seminario anglicano de San Andrés (Ciudad de México), del que fue Deán y maestro durante años. Ordenado al diaconado el 30 de noviembre de 1976, y al Presbiterado em 29 de mayo de 1977, fue consagrado obispo en diciembre 1º del 2002. Después de ser vicario de la Parroquia de La Sagrada Familia, en la Ciudad de México, fundó la parroquia de Santa María Virgen en Iztapalapa, también en esta ciudad.
| Predecesor: Sergio Carranza Gómez | Obispo de la Diócesis de México 2002 - 2020 | Sucesor: vacante |

| Predecesor: José Guadalupe Saucedo | Obispo Primado de México 2002 - 2014 | Sucesor: Francisco Moreno |